# لیندا کورنت
لیندا کورنت (انگلیسی: Lynda Cornet؛ زادهٔ ۲۶ ژانویه ۱۹۶۲) ورزشکار روئینگ اهل پادشاهی هلند است.
وی در مسابقات کشوری و بین‌المللی در مجموع برندهٔ ۱ مدال برنز شده‌است.